# 제55회 골든 글로브상
제55회 골든 글로브상은 1997년 상영된 영화 중 가장 뛰어난 영화를 수상하기 위해 1998년 1월에 열린 시상식이다. 미국,캘리포니아/비버리 힐튼 호텔에서 개최되었으며 사회자는 로렌 바콜이다.

## 수상 및 후보

### 세실 B. 데밀 상
- 셜리 맥클레인 수상

### 작품상-드라마
- 타이타닉 - 제임스 카메론 수상
- 아미스타드 - 스티븐 스필버그
- LA 컨피덴셜 - 커티스 핸슨
- 굿 윌 헌팅 - 구스 반 산트
- 더 복서 - 짐 쉐리단

### 여우주연상-드라마
- 미세스 브라운 - 주디 덴치 수상
- 콘택트 - 조디 포스터
- 천 에이커 - 제시카 랭
- 타이타닉 - 케이트 윈슬렛
- 도브 - 헬레나 본햄 카터

### 남우주연상-드라마
- 율리스 골드 - 피터 폰다 수상
- 타이타닉 - 레오나르도 디카프리오
- 아미스타드 - 자이몬 훈수
- 더 복서 - 다니엘 데이 루이스
- 굿 윌 헌팅 - 맷 데이먼

### 작품상-뮤지컬코미디
- 이보다 더 좋을 순 없다 - 제임스 L. 브룩스 수상
- 맨 인 블랙 - 베리 소넨필드
- 내 남자친구의 결혼식 - P.J. 호건
- 왝 더 독 - 베리 레빈슨
- 풀 몬티 - 피터 카타네오

### 여우주연상-뮤지컬코미디
- 이보다 더 좋을 순 없다 - 헬렌 헌트 수상
- 체이싱 아미 - 조이 로렌 아담스
- 재키 브라운 - 팜 그리어
- 내 남자친구의 결혼식 - 줄리아 로버츠
- 셀레나 - 제니퍼 로페즈

### 남우주연상-뮤지컬코미디
- 이보다 더 좋을 순 없다 - 잭 니콜슨 수상
- 라이어 라이어 - 짐 캐리
- 왝 더 독 - 더스틴 호프만
- 인 앤 아웃 - 케빈 클라인
- 재키 브라운 - 사무엘 L. 잭슨

### 여우조연상
- LA 컨피덴셜 - 킴 베이싱어 수상
- 타이타닉 - 글로리아 스튜어트
- 아이스 스톰 - 시고니 위버
- 부기 나이트 - 줄리안 무어
- 인 앤 아웃 - 조안 쿠삭

### 남우조연상
- 부기 나이트 - 버트 레이놀즈 수상
- 이보다 더 좋을 순 없다 - 그렉 키니어
- 굿 윌 헌팅 - 로빈 윌리엄스
- 내 남자친구의 결혼식 - 루퍼트 에버렛
- 레인메이커 - 존 보이트
- 아미스타드 - 안소니 홉킨스

### 외국어 영화상
- 나의 장미빛 인생 - 알랭 벨라이너 수상
- 베스트 맨 - 푸피 아바티

### 감독상
- 타이타닉 - 제임스 카메론 수상
- 아미스타드 - 스티븐 스필버그
- 이보다 더 좋을 순 없다 - 제임스 L. 브룩스
- 더 복서 - 짐 쉐리단
- LA 컨피덴셜 - 커티스 핸슨

### 각본상
- 굿 윌 헌팅 - 맷 데이먼, 벤 애플렉 수상
- 이보다 더 좋을 순 없다 - 마크 앤드러스
- LA 컨피덴셜 - 브라이언 헬겔랜드
- 타이타닉 - 제임스 카메론
- 왝 더 독 - 힐러리 헨킨
- 이보다 더 좋을 순 없다 - 제임스 L. 브룩스
- LA 컨피덴셜 - 커티스 핸슨

### 음악상
- 타이타닉 - 제임스 호너 수상
- LA 컨피덴셜 - 제리 골드스미스
- 가타카 - 마이클 니만
- 쿤둔 - 필립 글래스
- 티벳에서의 7년 - 존 윌리엄스

### 주제가상
- 타이타닉 - 제임스 호너 수상
- 아나스타샤 - 스테판 플레허티
- 헤라클레스 - 앨런 멘켄
- 007 제18탄 - 네버 다이 - 쉐릴 크로우

## 같이 보기
- 제70회 아카데미상
- 제18회 골든 래즈베리상
- 제4회 미국 배우 조합상
- 제51회 영국 아카데미 영화상